# 한평공원
한평공원은 시민단체인 걷고싶은 도시만들기 시민연대가 신한은행의 지원을 받아 주민참여로 만든 작은 공원이다. 2012년 기준으로 서울을 중심으로 40개가 넘는 한평공원이 만들어졌으며, 그 주요한 특징으로는 주민들이 직접 참여하여 만든다는 것과, 그 과정을 통해 마을만들기를 실현하려는 노력이 더해진다는 것이다.

## 특징
2002년 원서동 한평공원을 시작으로 2012년 기준으로 40개가 넘는 한평공원이 만들어졌다.
한평공원은 기본적으로 주민참여로 만들어지며 주민들은 대상지 선정, 디자인 과정, 시공 과정 등에 참여하게 된다.
한평공원은 주민참여로 공원하나 만드는 것을 목적으로 하지 않으며, 그 참여의 과정을 통해 동네에 애정을 갖는 주민들이 만들어지고, 마을의 다른 공동체 활동과 어우러지며 마을만들기의 중요한 매개로 역할을 한다.
주요 한평공원으로는 부평시장에 위치한 부평문화의 거리 한평공원, 방화2단지에 위치한 한울타리공원, 신내10단지에 위치한 둥근언덕놀이터 등이 있다.

## 역대 한평공원

### 부평시장 한평공원
1998년 차없는 거리 만들기로 시작된 인천광역시 부평구 부평동 부평문화의 거리에 위치한 작은 공원으로, (사)걷고싶은도시만들기시민연대, 부평문화의거리발전추진위원회, 부평문화의거리노점상연합회, 부평구청, 신한은행, 사회복지공동모금회가 참여했다.

역대 (2002~2021) 한평공원 지도 모음 -> https://www.google.com/maps/d/u/2/viewer?mid=1LOJ_DIBYSt8QMg6G0M2n0mCFiQNcQ6ej&ll=37.231898271080276%2C127.0707161567428&z=8
- -     - 크롬브라우저에 최적화되어 있으며, 익스플로러를 사용하실 때는 '안전하게 제공된 콘텐츠만 보시겠습니까?'란 문구가 나오면 '아니오'를 클릭해 주세요.

## 관련 TV 프로그램
- KBS 《다큐멘터리 3일》 - 〈10년의 약속 부평시장 한평공원 만들기〉 편(2007년 8월 2일)